# Зимари (село, Алтайский край)
Зимари — село в Калманском районе Алтайского края России. Административный центр Зимарёвского сельсовета.

## География
Расположено в центре края, в пределах Приобского плато, на границе Барнаульского ленточного бора и лесостепной зоны, в 35 км к югу от Барнаула. В северной части села расположено несколько озёр.
уличная сеть
Имеются 7 улиц: Боровая, Космонавтов, Лесная, Новая, Песчаная, Центральная и Приозерная.
Климат
континентальный. Средняя температура января: −17,7 °C, июля: +19,6 °C. Годовое количество атмосферных осадков: 350—400 мм.

## Население
| 1997 | 1998 | 1999 | 2000 | 2001 | 2002 | 2003 | 2004 | 2005 |
| ---- | ---- | ---- | ---- | ---- | ---- | ---- | ---- | ---- |
| 771  | ↗790 | ↘782 | ↘759 | ↗789 | ↗823 | ↘801 | ↗824 | ↘805 |
| 2006 | 2007 | 2008 | 2009 | 2010 | 2011 | 2012 | 2013 |      |
| ↗814 | ↗830 | ↘824 | ↗826 | ↘775 | ↘773 | ↘750 | ↗775 |      |

## Инфраструктура
Находятся средняя общеобразовательная школа, библиотека, фельдшерский пункт.
Основное направление экономики: сельское хозяйство (выращивание зерна, гречихи, сахарной свеклы, плодов, овощей, производство мяса, молока, рыбоводство.

## Транспорт
Зимари доступны автомобильным и железнодорожным транспортом.
До ближайшей железнодорожной станции (остановочного пункта) Зимари 2 км.
Рядом проходит региональная автомобильная трасса Барнаул — Новороманово — Калманка.